# Fernando Morientes Sánchez
Fernando Morientes Sánchez és un exfutbolista que jugava en la posició de davanter centre. Actualment és entrenador del CF Fuenlabrada. Va nàixer a Cilleros, Càceres, (Espanya), el 5 d'abril del 1976, però quan tenia 4 anys es va traslladar amb la seua família a Sonseca, Toledo.

## Clubs

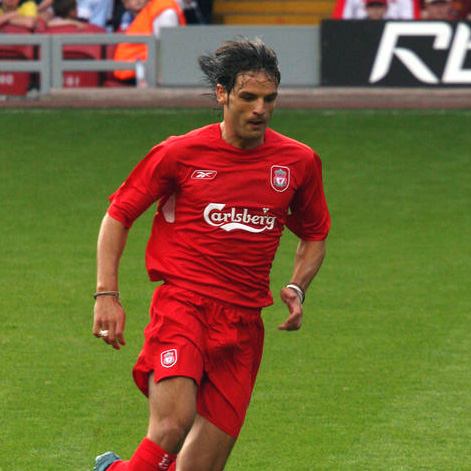
Morientes al Liverpool l'agost de 2005

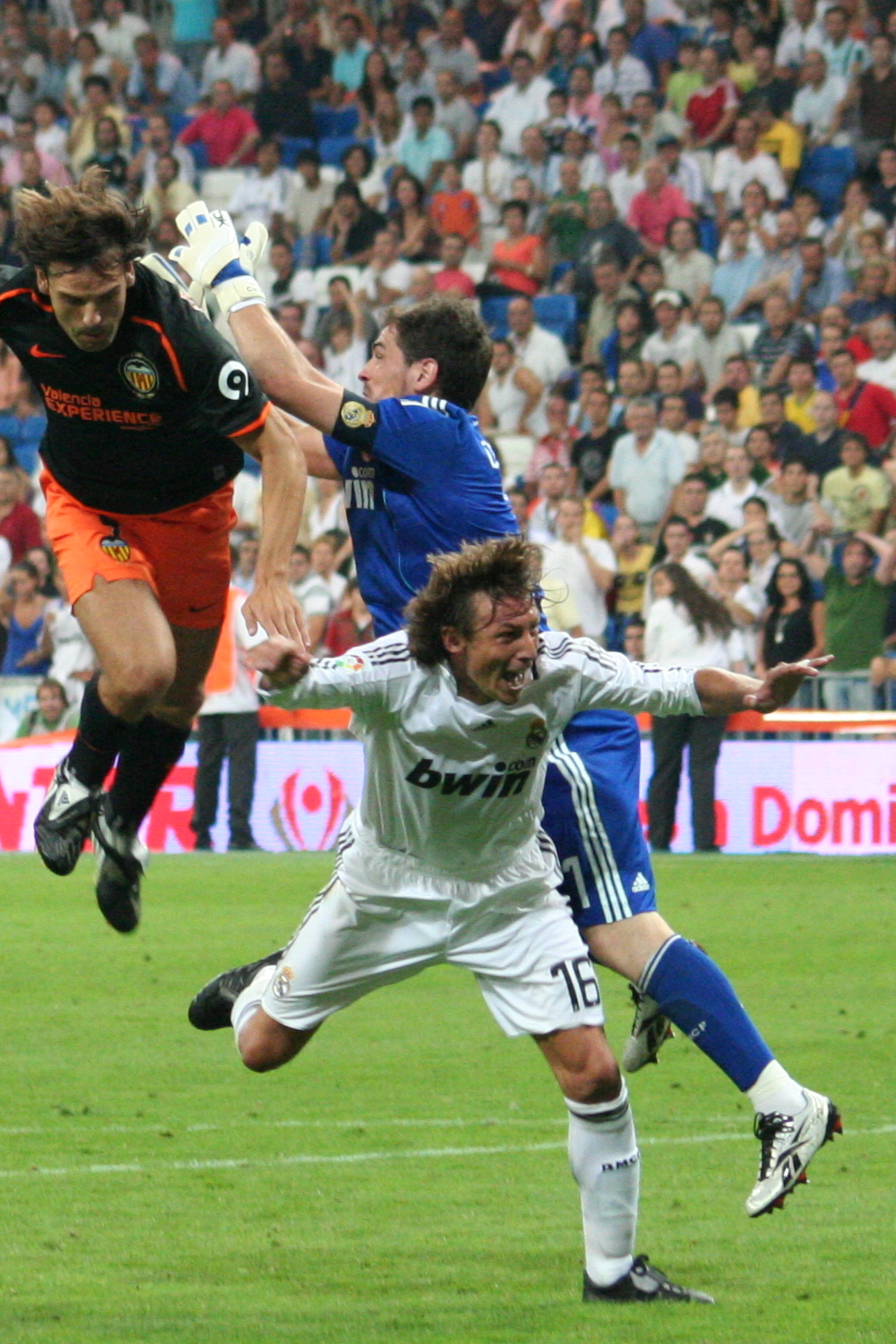
Morientes i Iker Casillas al Reial Madrid

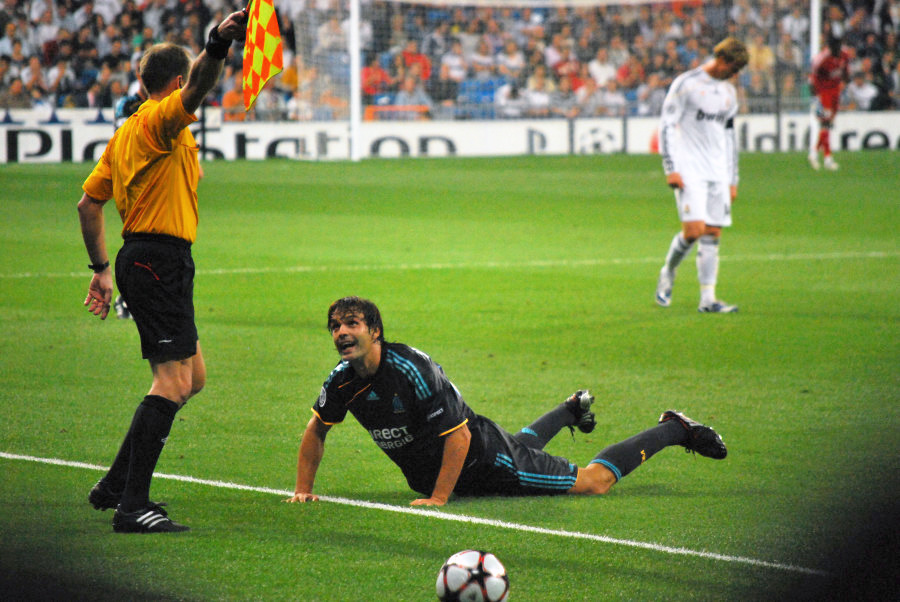
Morientes al Marsella el 2009

- Albacete Balompié, 1992-1995
- Reial Saragossa, 1995-1997
- Reial Madrid, 1997-2003
- AS Mònaco, 2003-2004
- Reial Madrid, 2004-2005
- Liverpool FC, 2005-2006
- València CF, 2006-2009
- Olympique de Marsella, 2009-2010

## Palmarès

### Estatals
- 2 Supercopes d'Espanya - Reial Madrid - 1997 i 2001
- 2 Lligues - Reial Madrid - 2000-2001 i 2002-2003
- 1 Copa anglesa - Liverpool FC – 2006
- 1 Copa del Rei - València CF - 2008

### Internacionals
- 4 Lligues de Campions – 3 amb el Reial Madrid el 1998, 2000 i 2002 – 1 amb el Liverpool FC el 2005 (En aquesta no va disputar cap partit, ja que havia jugat ja aquella temporada amb el Reial Madrid)
- 2 Copes Intercontinentals - Reial Madrid - 1998 i 2002
- 2 Supercopes d'Europa - Reial Madrid el 2002 i Liverpool FC el 2005

### Distincions individuals
- Màxim golejador de la Lliga de Campions - AS Mònaco - 2004